# Les Bruits de Recife
Pour plus de détails, voir Fiche technique et Distribution.
Les Bruits de Recife (O Som ao Redor, littéralement Les Bruits autour) est un film dramatique brésilien écrit et réalisé par Kleber Mendonça Filho, sorti en 2012.
Il est sélectionné pour représenter le Brésil aux Oscars du cinéma 2014 dans la catégorie meilleur film en langue étrangère. En novembre 2015, le film est inclus dans la liste établie par l'Association brésilienne des critiques de cinéma (Abraccine) des 100 meilleurs films brésiliens de tous les temps.

## Synopsis
Le quotidien d'un quartier de la classe moyenne de Recife prend un nouveau sens lorsque vient s'installer une entreprise de sécurité privée. La présence de ces hommes transforme le sens du mot « sécurité » et apporte une bonne dose d'anxiété dans une culture où règne la peur. Au milieu de cela, Bia, mariée et mère de deux enfants, doit trouver un moyen de faire avec le constant aboiement du chien de son voisin.

## Fiche technique
- Titre : Les Bruits de Recife
- Titre international : Neighboring Sounds
- Titre original : O Som ao Redor
- Réalisation : Kleber Mendonça Filho
- Scénario : Kleber Mendonça Filho
- Photographie : Pedro Sotero et Fabricio Tadeu
- Montage : Kleber Mendonça Filho et João Maria
- Musique : DJ Dolores
- Pays d’origine :  Brésil
- Langue originale : portugais
- Genre : drame
- Durée : 131 minutes
- Dates de sortie :
  -  Pays-Bas : 1er février 2012 (Festival international du film de Rotterdam)
  -  Brésil : 4 janvier 2013

## Distribution
- Irandhir Santos : Clodoaldo
- Gustavo Jahn : João
- Maeve Jinkings : Bia
- W.J. Solha : Francisco
- Irma Brown : Sofia
- Lula Terra : Anco
- Yuri Holanda : Dinho
- Clébia Souza : Luciene
- Albert Tenório : Ronaldo
- Nivaldo Nascimento : Fernando
- Felipe Bandeira : Nelson
- Clara Pinheiro de Oliveira : Fernanda
- Sebastião Formiga : Claudio
- Mauricéia Conceição : Mariá

## Accueil
Le film figure sur la liste des dix meilleurs films de 2012 établie par le critique de cinéma A. O. Scott du New York Times.

## Distinctions

### Récompenses
- CPH:PIX 2012 : New Talent Grand Prix pour Kleber Mendonça Filho
- Festival du film de Gramado 2012 :
  - Meilleur réalisateur pour Kleber Mendonça Filho
  - Meilleur son
- Festival Films from the South 2012 : Prix FIPRESCI
- Festival du film de Rio 2012 :
  - Meilleur film
  - Meilleur scénario pour Kleber Mendonça Filho
- Festival international du film de São Paulo 2012 : meilleur film brésilien
- Festival du film latino-américain de Lleida 2013 :
  - Prix spécial du jury
  - Meilleur scénario pour Kleber Mendonça Filho
- Toronto Film Critics Association Awards 2013 : meilleur premier film

### Nominations et sélections
- Festival international du film de Rotterdam 2012
- Festival du film de Londres 2012
- Festival international du film de Mar del Plata 2012
- Festival du film de Sydney 2012